# Bohrisch Brauerei

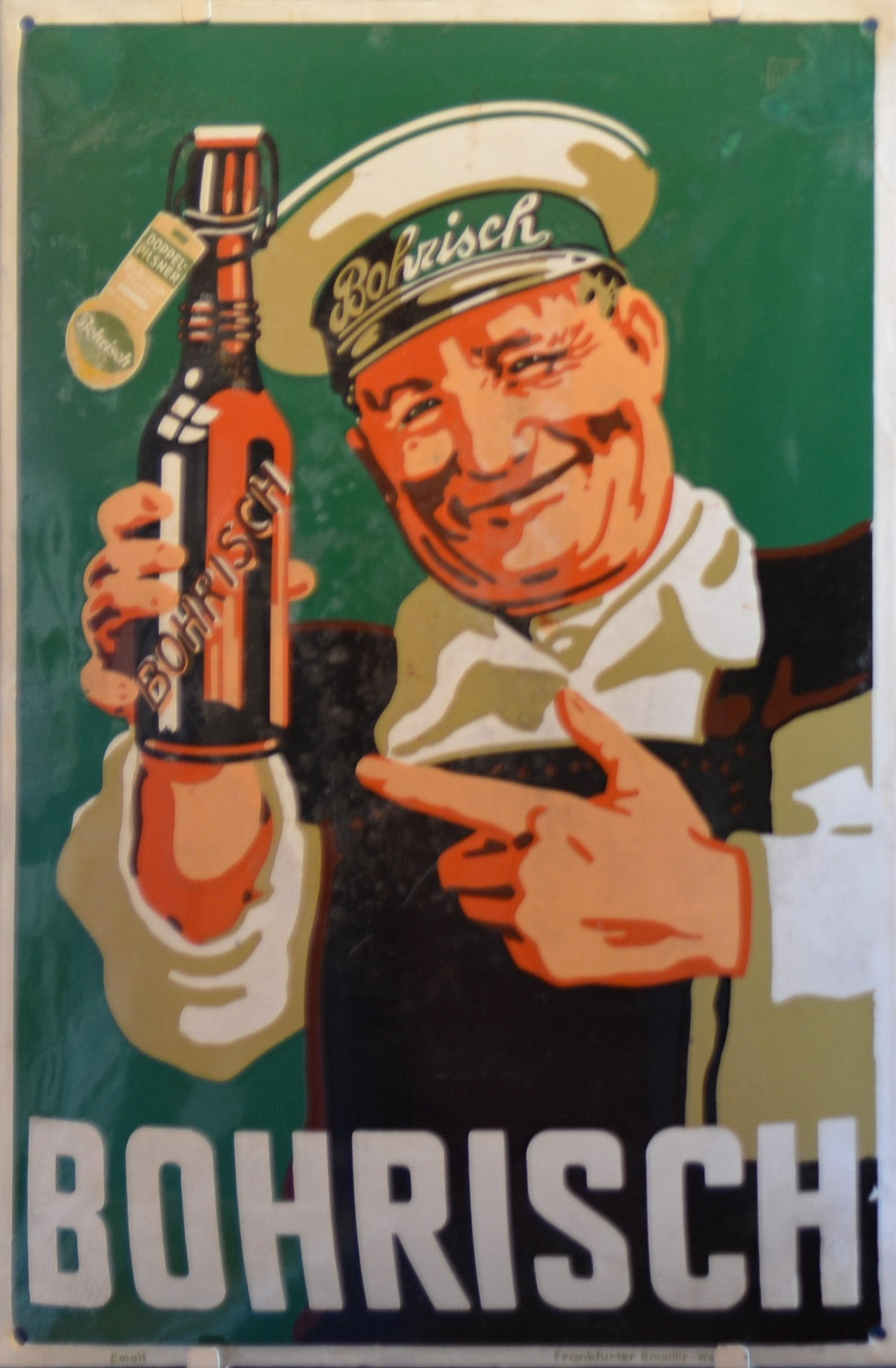
Tablica reklamowa piwa marki Bohrisch z lat trzydziestych XX w.

Bohrisch Brauerei AG – browar funkcjonujący do 1945 r. w Szczecinie a następnie od 1948 w Kilonii. W 1945 r. w szczecińskich budynkach browaru założono istniejący do dziś Bosman Browar Szczecin.

## Historia
Browar powstał na Pomorzanach przy Pomerensdorferstrasse 16 (obecnej ul. Chmielewskiego) po uzyskaniu w dniu 2 maja 1845 przez Juliusza Albrechta Weidmanna zezwolenia od władz. Produkcję piwa Waldschlösschen uruchomiono w 1848 roku, a już w 1857 nagrodzone zostało ono srebrnym medalem na wystawie przemysłowej. Po śmierci założyciela browarem kierowała jego żona oraz syn Gustav. 16 maja 1861 roku Gustav Weidmann złożył ofertę sprzedaży browaru Juliusowi Bohrischowi, właścicielowi Browaru Polskiego w Dreźnie. Bohrisch przyjął ofertę kupna browaru za 42 tys. talarów i jeszcze w tym samym roku zmienił nazwę zakładu na J. Bohrisch Bairische Bier-Brauerei.
Nowym właścicielem został pochodzący z saksońskiej rodziny piwowarskiej Juliusz Furchtegott Bohrisch (wcześniej, od roku ok. 1820, prowadził w Dreźnie Browar Polski). Bohrisch zainwestował w rozwój browaru i rozpoczął produkcję piwa typu bawarskiego. W 1871 schedę po zmarłym ojcu przejął, powracający z wojny francusko-pruskiej, Otto Bohrisch. W 1886 browar produkował 15 tys. hektolitrów piwa rocznie. Kolejne inwestycje – wybudowanie nowego budynku wraz z nowoczesnym wyposażeniem – zwiększyły produkcję warzelni do 37 tys. hl/rok w 1892.
1 października 1904, już po śmierci Otto Bohrischa, browar został przekształcony z firmy rodzinnej w spółkę akcyjną J. Bohrisch Bairische Bier Brauerei A.G. a 30 grudnia tego samego roku nastąpiła pierwsza emisja akcji spółki. Browar zajmował wówczas powierzchnię 13 847 m², zaś w jego piwnicach można było wyleżakować 75 000 hl piwa rocznie. W roku następnym spółka zakupiła browar i słodownię w Schwedt/Oder. W odpowiedzi na silną konkurencję innych szczecińskich browarów, przede wszystkim Bergschloss, Elysium i Union, oraz rosnącą stale konsumpcję piwa w dynamicznie rozwijającym się mieście, następnym krokiem unowocześnienia zakładu była jego elektryfikacja oraz wprowadzenie instalacji do butelkowania piwa. W roku 1904/05 produkcja browaru wyniosła 51 378 hl, w rok później – 60 752 hl. W 1914 browar z Pomorzan produkował 80 tys. hl piwa rocznie. Wybuch I wojny światowej spowodował spadek produkcji i jakości warzonego trunku. Część instalacji produkcyjnej wykonana z miedzi została zarekwirowana na potrzeby armii.
Po zakończeniu wojny, z dziesięciu dotychczas istniejących w Szczecinie browarów działały jedynie trzy – Bergschloss, Elysium i Bohrisch (siedem pozostałych, to: Victoria Braurei AG, Wilhelm Conrad AG, Tivoli Brauerei O. Fleischer AG, Grabower Brauerei "zum Greif", Bredower Brauerei "Vulcan" GmbH, Union-Brauerei und Likorfabrik e.GmbH i Adler Brauerei). Środowisko szczecińskich browarników postanowiło połączyć siły w celu pokonania, głównie zagranicznej, konkurencji. M.in. w tym celu w 1920 r. browar Bohrisch przystąpił do koncernu Ruckfortha właściciela browaru Bergschloss łącząc się z gorzelnią Wilhelm Conrad AG. Nowa nazwa firmy brzmiała Bohrisch-Brauerei-Conrad-Brennerei AG. W 1925 roku produkcja zakładu wyniosła 108 tys. hl rocznie, browar zakupił nową instalację butelkowania piwa oraz zakupił sąsiednią działkę w celu rozbudowy. W latach 1922-27 spółka Bohrisch Brauerei AG przejęła browary Pomorza Zachodniego ze Szczecina, Kamienia Pomorskiego, Koszalina, Piły i Stargardu. Po kryzysie produkcji w latach 30., od 1934 roku rozpoczął się dalszy rozwój browaru: w 1936 powstała czteronaczyniowa warzelnia i zbiornik osadowy. Część z ówczesnych miedzianych kadzi (ze współczesnym wyposażeniem) istnieje do dziś i stanowi chlubę Browaru Bosman Szczecin. Produkcję browaru przerywały mające miejsce od roku 1941 naloty dywanowe. Jeden z nich – nocny nalot na Pomorzany z Wielkiego Piątku na Wielką Sobotę (20/21 kwietnia) w 1943 doprowadził do niemal zupełnego jej wstrzymania. W związku z coraz większymi problemami w zaopatrzeniu (reglamentacja zboża) a także zbliżającym się frontem II wojny światowej produkcji ostatecznie zaprzestano na początku 1945 roku.
Firma Bohrisch Brauerei AG kontynuowała produkcję w Kilonii od 1948 roku; w 1957 przekształcona została w spółkę z o.o.

## Literatura
- Od Bohrischa do Bosmana: 160 lat szczecińskiego browaru. Wyd. Walkowska, Szczecin 2008, ISBN 978-83-924983-9-1